# 엄마를 찾습니다 (2001년 드라마)
《엄마를 찾습니다》는 2001년 10월 3일에 SBS에서 방영된 추석 특집드라마이다.

## 등장 인물

### 주요 인물
- 심혜진 : 영주 역
- 김상중 : 광수 역
- 김진
- 조혜련

### 그외 인물
- 최정원
- 장정희
- 김인태
- 박주아
- 유승봉
- 남승민
- 정욱
- 이은주 : 정미숙 역
- 구자미 : 서은경 역
- 이진아
- 김유철
- 민경조
- 김민조
- 금준희
- 김현지
- 황미선
- 김영철 : 진태 역
- 방경림 : 서영 역
- 고미영 : 혜수 역
- 조선주
- 조권탁 : 정석 역
- 황정미 : 한혜진 역
- 권오영
- 김성훈
- 김형범 : 지상태 역
- 박은정 : 지상태의 동생의 아내 역
- 차승민 : 영주 역
- 전성은 : 광수 역
- 도기석
- 백승욱
- 이동훈
- 이창주 : 한상우 역
- 김민정
- 김수련
- 원숙희
- 이다연
- 황금희
- 민경현
- 김학준 : 박재민 역